# Regina Sirvent
Regina Sirvent (nacida el 13 de febrero de 2003) es una piloto de carreras de stock car profesional mexicana que compite a tiempo parcial en la Serie ARCA Menards, conduciendo el Ford No. 68 para Kimmel Racing.

## Carrera
Sirvent ha competido anteriormente en series como la NASCAR Mexico Truck Series, donde se convirtió en la primera mujer en ganar una carrera y la primera piloto hispana en ganar una carrera internacional de NASCAR, la NASCAR Mexico Challenge Series y la NASCAR Weekly Series, y es exmiembro del Programa de Desarrollo de Pilotos NASCAR Drive for Diversity.
En 2023, se anunció que Sirvent conduciría un calendario parcial en la Serie ARCA Menards, conduciendo para Venturini Motorsports, aunque no comenzó una carrera en la serie ese año.
En 2025, se reveló que Sirvent participaría en la prueba de pretemporada de la ARCA Menards Series en Daytona International Speedway, conduciendo el Chevrolet No. 3 de Mullins Racing, donde quedó en el puesto 35 durante los dos días de pruebas. Varios meses después, se reveló que Sirvent haría su debut en la serie en Michigan International Speedway, conduciendo el Ford No. 68 de Kimmel Racing.

## Vida personal
El abuelo de Sirvent, José, fue un ex piloto de rally que ganó el Campeonato Mexicano de Rally en 1974.